# Studio der frühen Musik

Le Studio der frühen Musik est un ensemble de musique ancienne, fondé en 1960, basé à Munich

## Historique
Créé en 1960, l'ensemble est dès l'origine dirigé par Thomas Binkley, fondateur du groupe et luthiste et constitué de Sterling Jones à la vièle, Andrea von Ramm (mezzo-soprano), Willard Cobb (ténor). Willard Cobb fut ensuite remplacé par Nigel Rogers (ténor et instruments de percussion) et Richard Levitt (contre-ténor). Ces membres constituaient le noyau de l'ensemble mais d'autres musiciens participèrent occasionnellement aux réalisations du groupe, comme Hopkinson Smith, Paul O'Dette, Montserrat Figueras, Max van Egmond, Claude Marti ou Benjamin Bagby.
L'ensemble était surtout spécialisé dans le répertoire de la musique du Moyen Âge, dont il a laissé des interprétations marquantes, environ une cinquantaine d'enregistrements pour les labels Teldec, Archiv, Reflexe, qui furent pour la plupart primés : Grand Prix du Disque, Deutscher Schallplattenpreis, Edison Award.
Leurs interprétations se basaient sur les sources manuscrites originales et ils jouaient sur des copies d'instruments médiévaux comme le rebec, la guiterne, le psalterion. Un travail important était fait sur la restitution de la prononciation des langues médiévales, faisant appel à des artistes traditionnels comme le chanteur occitan Claude Marti pour retrouver le style des chants de l'époque. Leur répertoire du Moyen Âge s'étendait des planctus d'Abélard à la musique franco-flamande du XVe siècle, mais aussi aux musiques de la Renaissance et du baroque.
Leurs succès, mais aussi celui du Early Music Consort of London de David Munrow ou du Clemencic Consort de René Clemencic, a coïncidé avec la vague de la musique folk des années 1970. L'ensemble cessa ses activités à la fin des années 1970 mais influença des formations comme l'Ensemble Sequentia, Project Ars Nova, Alla francesca ou l'Ensemble Gilles Binchois.

## Discographie
- Chanterai por mon coraige. Music of Troubadours and Trouvères from the 12th and 13th centuries, Teldec, 1970, 1974